# Príncep Imperial del Brasil
|  | Aquest article tracta sobre un títol de l'Imperi del Brasil. Si cerqueu el seu equivalent en el Regne de Portugal, vegeu «Príncep del Brasil». |

Príncep Imperial del Brasil és un títol nobiliari creat per als hereus presumptes al tron de l'Imperi del Brasil. La successió monàrquica al Brasil (com anteriorment a Portugal) donava preferència als fills homes per davant de les dones i als germans de més edat, respecte els més joves.

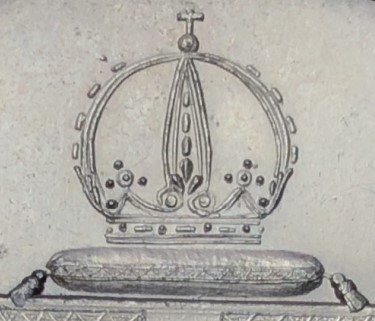
Corona del Príncep Imperial.

D'acord amb la Constitució brasilera de 1824, només el primer en la línia successòria rebia el títol de Príncep Imperial, cabent als altres fills del monarca el títol de Príncep (sense tanmateix tenir qualsevol vincle amb l'antic títol portuguès). El primogènit del Príncep Imperial era denominat Príncep de Grão-Pará. No obstant això, es van haver de fer excepcions a la norma davant la necessitat de designar un hereu presumpte al tron brasiler quan l'emperador no tenia fills. Per exemple, Januária Maria, germana de Pere II, va ser Princesa Imperial fins al naixement del primer fill del monarca (Afonso Pedro).
El títol va ser revocat –juntament amb la resta de títols nobiliaris existents en el Brasil– per la Constitució brasilera de 1891, promulgada després de la proclamació de la República el 1889.

## Prínceps imperials del Brasil
| Sobirà   | Imatge | Nom i Parentiu            | Dates de naixement i mort                     | Pèrdua del títol                                                                               |
| -------- | ------ | ------------------------- | --------------------------------------------- | ---------------------------------------------------------------------------------------------- |
| Pedro I  |        | Maria da Glória (filla)   | 4 d'abril de 1819 — 15 de novembre de 1853    | 2 de desembre de 1825 Naixement del primer fill home de l'emperador                            |
| Pedro I  |        | Pedro de Alcântara (fill) | 2 de desembre de 1825 — 5 de desembre de 1891 | 7 d'abril de 1831 Abdicació de Pere I, passa a ser l'Emperador del Brasil                      |
| Pedro II |        | Maria da Glória (germana) |                                               | 30 d'octubre de 1835 Reina de Portugal des de 1834, va renunciar als drets dinàstics brasilers |
| Pedro II |        | Januária Maria (germana)  | 11 de març de 1822 — 18 de març de 1901       | 23 de febrer de 1845 Naixement del primer fill home de l'emperador                             |
| Pedro II |        | Afonso Pedro (fill)       | 23 de febrer de 1845 — 11 de juny de 1847     | 11 de juny de 1847 Mort                                                                        |
| Pedro II |        | Isabel Cristina (filla)   | 29 de juliol de 1846 — 14 de novembre de 1921 | 19 de juliol de 1848 Naixement del següent fill home de l'emperador                            |
| Pedro II |        | Pedro Afonso (fill)       | 19 de juliol de 1848 — 9 de gener de 1850     | 9 de gener de 1850 Mort                                                                        |
| Pedro II |        | Isabel Cristina (filla)   |                                               | 24 de febrer de 1891 Derogació del títol                                                       |

## Pretendents en la República

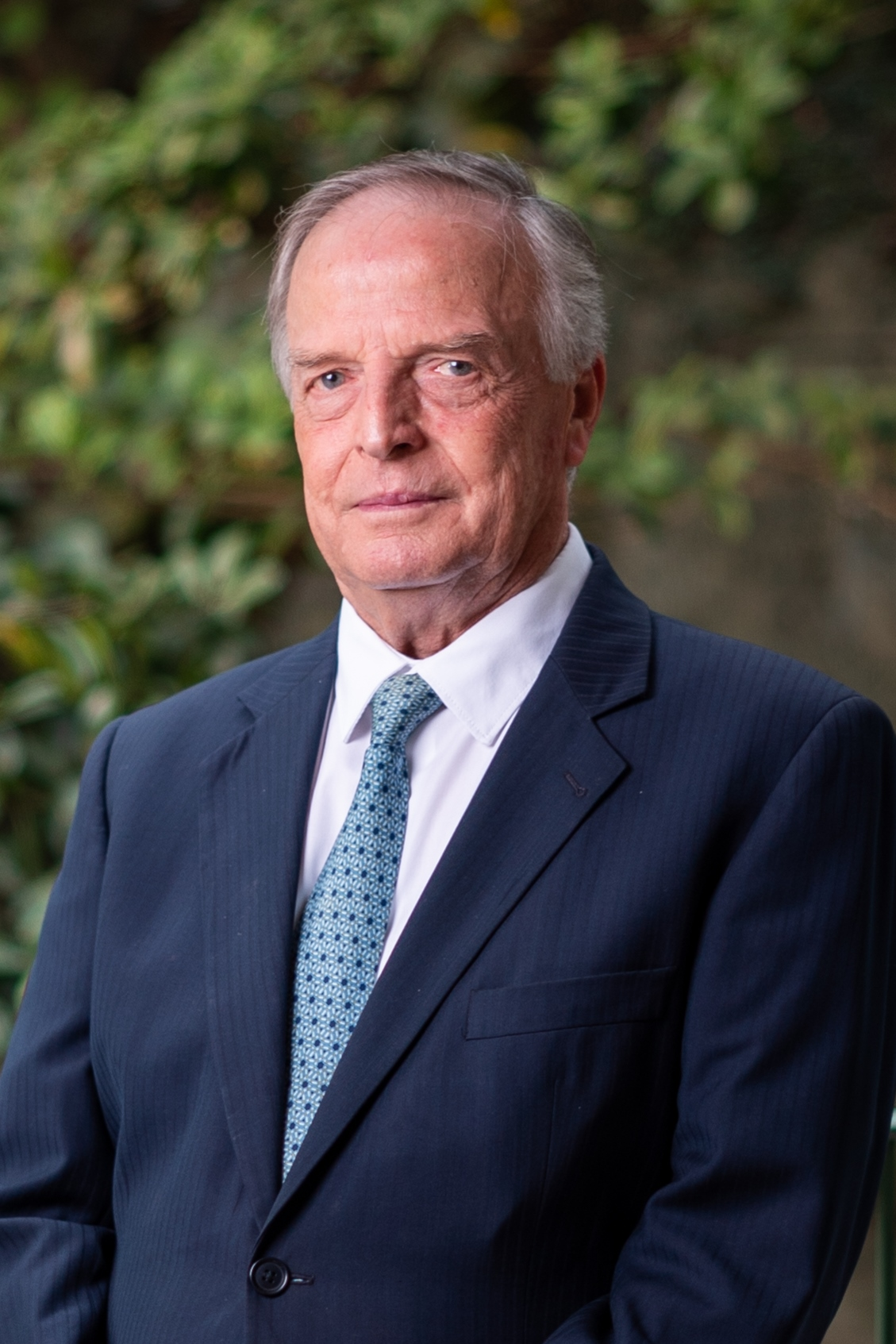
Antônio d'Orleans i Bragança, l'actual pretendent al títol de Príncep Imperial.

En l'etapa republicana, el moviment monàrquic brasiler va passar a utilitzar el títol informal de Cap de la Casa Imperial Brasilera per designar l'hereu presumpte de iure del tron imperial.
1. Pedro de Alcântara d'Orleans i Bragança (1891–1908), fill de l'anterior, va renunciar als drets de successió per casar-se amb la comtessa de Dobrzenicz.
2. Luís Maria Filipe d'Orleans i Bragança (1908–1920), agraciat amb la condició d'hereu directe al tron després de la renúncia de l'anterior i del seu germà.
3. Pedro Henrique d'Orleans i Bragança (1920–1921), fill del precedent.
4. Luís Gastó d'Orleans i Bragança, (1921–1931), germà del precedent.
5. Pia Maria d'Orleans i Bragança (1931–1938), germana del precedent.
6. Luíz Gastó d'Orleans i Bragança (1938–1981), nebot del precedent.
7. Bertrand d'Orleans i Bragança (1981–2022), germà del precedent.
8. Antônio João d'Orleans i Bragança (2022–act.), germà del precedent.